# Выборы в Екатеринбургскую городскую думу (2023)
Выборы в Екатеринбургскую городскую думу VIII созыва прошли 9 и 10 сентября 2023 года в Единый день голосования по параллельной избирательной системе, где были избраны 10 депутатов по партийным спискам, а ещё 25 — по одномандатным округам.

## Предшествующие события

### Ликвидация Екатеринбургской ГЦИК
14 марта 2022 года принимается Федеральный закон № 60-ФЗ «О внесении изменений в отдельные законодательные акты Российской Федерации», который ликвидирует избирательные комиссии муниципальных образований и передаёт их полномочия территориальным избирательным комиссиям. Таким образом, начался процесс ликвидации ИКМО, и передачей их полномочий в пользу ТИКов по всей стране, что фактически является урезанием полномочий и автономности регионов. Весной началась процедура по ликвидации Екатеринбургской ГЦИК, и в августе были внесены соответствующие поправки в Устав города, и уже 1 мая областная избирательная комиссия передала полномочия в пользу ТИК Ленинского района.
Отдельные депутаты городской думы выступили активно против такого решения, заявив об урезании автономии, ограничению местного самоуправления и ужесточения вертикали власти:
Очевидно, все идет к тому, что местное самоуправление постепенно лишают полномочий и встраивают в вертикаль так называемой публичной власти. Сейчас мы не можем принимать участие в формировании избирательной комиссии, потому что она ликвидирована. Я прекрасно понимаю, что федеральный закон в иерархии правовых актов стоит выше. Если мы не примем это решение, то могут последовать меры прокурорского реагирования. Но я не разделяю идеологию ограничения прав местного самоуправления, поэтому проголосую против.Константин Киселев, депутат ЕГД VII-го созыва

### Изменения в избирательном процессе
В июне 2023 года ОИК приняла решение о включении в избирательный процесс систему дистанционного электронного голосования (ДЭГ), что, как предполагается некоторыми политологами Коммерсанта, направлено на повышение явки на выборах. Однако, оппозиционные или около оппозиционные члены ОИК, а также политические деятели города заявили о том, что ДЭГ несёт в себе высокий риск нарушения принципов прозрачности, честности выборов, а также тайны голосования, так-как система ДЭГ находится вне возможности для наблюдения или контроля со стороны независимых от власти лиц, а также  необходимо учитывать то, что результаты ДЭГ юридически нельзя оспорить, даже при условии нахождения нарушений. При попытке через голосование ЕГД отменить использование ДЭГ на выборах, за проголосовало 14 депутатов, против — 12, и ещё 3 воздержались, и так-как голосов за было меньше половины от всего созыва (а не просто кворума), решение не было принято. Одновременно с этим, появлялись сообщения о том, что избирательный штаб Единой России намерен использовать ДЭГ для подтасовки выборов.
17 мая 2023 года, комиссия по местному самоуправлению ЕГД утвердила обновлённую схему выборов в городскую думу, согласно которым 10 депутатов будет избираться по партийным спискам, а 25 — по одномандатным округам. До этого пропорция была 18 на 18 мандатов. Это привело к тому, что увеличилось число трансграничных (межрайонных) избирательных округов с 2 до 7, а из-за того, что работа депутатов связана с районными администрациями, это может создать усложнение работы депутатов ЕГД и их отрыва от избирателей. Также, высказывались предположения от отдельных депутатов и политологов, что это необходимо для искусственного усиления Единой России и их результата, ибо число мест, распределяемых по проценту голосов уменьшиться, а значит потребуется меньше избирателей, одобряющих политику ЕР для победы на выборах:
Перенарезка округов нужна для того, чтобы партия власти сохранила подавляющее большинство депутатов. И, насколько мне известно, “Единая Россия” нацеливается выиграть все 25 округов. Из 10 мандатов, разыгрываемых по партспискам, “Единая Россия” нацелена примерно на пять мест.Мошкин, Сергей Вячеславович

### Процесс подготовки к выборам
20 июня 2023 года, на последнем заседании, Екатеринбургская городская дума VII созыва установила срок проведения выборов на 10 сентября 2023 года в Единый день голосования.
30 июня Ленинский ТИК утвердил и опубликовал календарный план мероприятий по подготовке и проведению выборов.
С 24 июня по 21 июля — период выдвижения кандидатов и сбора подписей избирателей в поддержку их выдвижения. 7 августа завершился процесс регистрации кандидатов на выборы. К ним были допущены депутаты шести партий: Единая Россия, СРЗП, ЛДПР, КПРФ, Яблоко и Новые люди. Общее число допущенных кандидатов по округам — 154 человека из 188 (16,75% кандидатов не допущены на выборы). Кандидатам для регистрации необходимо было собрать подписи избирателей в свою поддержку в количестве 0,5 % от всех избирателей округа (то есть от 200 до 250 подписей). От сбора подписей были освобождены кандидаты, выдвинутые политическими партиями, представленными в Государственной думе.
С 12 августа по 9 сентября — период агитации в СМИ.

## Избирательные округа
| Одномандатные избирательные округа Екатеринбурга на выборах в ЕГД 2023 года | Одномандатные избирательные округа Екатеринбурга на выборах в ЕГД 2023 года | Одномандатные избирательные округа Екатеринбурга на выборах в ЕГД 2023 года | Одномандатные избирательные округа Екатеринбурга на выборах в ЕГД 2023 года |
| ОИК                                                                         | Районы                                                                      | Избир.                                                                      | Подписи для рег.                                                            |
| --------------------------------------------------------------------------- | --------------------------------------------------------------------------- | --------------------------------------------------------------------------- | --------------------------------------------------------------------------- |
| 01                                                                          | Академический, частично Ленинский                                           | 48 812                                                                      | 244                                                                         |
| 02                                                                          | Академический                                                               | 40 903                                                                      | 205                                                                         |
| 03                                                                          | Верх-Исетский                                                               | 40 317                                                                      | 202                                                                         |
| 04                                                                          | Верх-Исетский                                                               | 41 574                                                                      | 208                                                                         |
| 05                                                                          | Ленинский, частично Верх-Исетский                                           | 42 526                                                                      | 213                                                                         |
| 06                                                                          | Железнодорожный                                                             | 48 594                                                                      | 243                                                                         |
| 07                                                                          | Железнодорожный, частично Верх-Исетский                                     | 41 615                                                                      | 208                                                                         |
| 08                                                                          | Верх-Исетский, частично Железнодорожный                                     | 41 756                                                                      | 209                                                                         |
| 09                                                                          | Октябрьский, частично Кировский                                             | 48 027                                                                      | 240                                                                         |
| 10                                                                          | Кировский                                                                   | 44 309                                                                      | 222                                                                         |
| 11                                                                          | Кировский                                                                   | 45 119                                                                      | 226                                                                         |
| 12                                                                          | Ленинский                                                                   | 49 166                                                                      | 246                                                                         |
| 13                                                                          | Ленинский                                                                   | 47 783                                                                      | 239                                                                         |
| 14                                                                          | Октябрьский                                                                 | 48 044                                                                      | 240                                                                         |
| 15                                                                          | Октябрьский                                                                 | 44 084                                                                      | 220                                                                         |
| 16                                                                          | Орджоникидзевский                                                           | 42 009                                                                      | 210                                                                         |
| 17                                                                          | Орджоникидзевский                                                           | 43 401                                                                      | 217                                                                         |
| 18                                                                          | Орджоникидзевский                                                           | 42 654                                                                      | 213                                                                         |
| 19                                                                          | Орджоникидзевский                                                           | 42 218                                                                      | 211                                                                         |
| 20                                                                          | Орджоникидзевский, частично Железнодорожный и Кировский                     | 48 884                                                                      | 244                                                                         |
| 21                                                                          | Чкаловский, частично Ленинский и Октябрьский                                | 49 081                                                                      | 245                                                                         |
| 22                                                                          | Чкаловский                                                                  | 43 949                                                                      | 220                                                                         |
| 23                                                                          | Чкаловский                                                                  | 41 181                                                                      | 206                                                                         |
| 24                                                                          | Чкаловский                                                                  | 46 001                                                                      | 230                                                                         |
| 25                                                                          | Чкаловский                                                                  | 47 068                                                                      | 235                                                                         |

## Избирательная кампания
Либерально-демократическая партия России потратила наибольшую суиму избирательную кампанию — 14,5 миллионов рублей. ЛДПР активно использовала баннеры на улицах и в метро, а также распространяя свои листовки с помощью уличных агитаторов. Партия использует лозунг «За тебя! За Екатеринбург!», а среди обещаний наблюдается максимальный популизм: от обещаний построить новые ветки метро до доплаты учителям и созданий льгот для оплаты ЖКХ.
Новые люди потратили на агитацию и кампанию 13,8 миллионов рублей. Основным способом агитации НЛ стали агитационные кубы, уличные агитаторы с листовками, а также выкуп медиаэкранов для трансляции своих материалов. Партия делает упор на свою партийную принадлежность, не продвигая своих кандидатов, а также демонстративно показывает свою оппозиционность, противопоставляя «запреты, доносы и страхи» «свободе».
Справедливая Россия — За правду потратила 9,9 миллионов рублей на агитацию. Основным способом агитации вновь стала партийная газета с громкими заголовками, а также используя баннеры в метро. Лозунг — «За правду и за тебя!». Основной темой агитации стал вопрос о ЖКХ, а также Вторжение России на Украину.
Коммунистическая партия Российской Федерации стала единственной партией, которая подготовила детальную программу именно к выборам в ЕГД 2023 года. Её стоимость агитации составила 9 миллионов рублей. Лозунг — «Время выбирать будущее». Основным способом агитации также стали газеты. КПРФ активно делает акцент на оппозиционности Единой России, противопоставлении себя им, а также затрагивая тему СВО, отчитываясь об отправке гуманитарных грузов и помощи мобилизованным.
Единая Россия потратила на выборы 7,5 миллионов рублей. Она использует в агитации плакаты, баннеры, а также агитационную газету. Лозунги — «Екатеринбург Развивается» и «Команда губернатора». Основной упор агитации идёт на личность мэра Алексея Орлова. Единая Россия идёт на выборы несколькими группами разных интересов. Политологи выделяют группу Орлова (борцы за статус-кво, основная сила ЕР, 12 кандидатов), группу Кочеткова (приватизация МУПов, 12 кандидатов), группа Вихарева (медицинская фракция, уралмашевские, 6 кандидата), и фракция УГМК (4 кандидата).
Яблоко потратила на агитацию 7,3 миллиона рублей, используя плакаты, баннеры и уличных агитаторов. Лозунг — «Твой голос — за мир и свободу». Основная агитация ведётся вокруг Константина Киселёва, а также иных кандидатов в своих округах.

## Ход выборов
Первый день выборов начался 9 сентября в 8:00 и длился до 20:00. Появилось официальное число голосующих по ДЭГ — 70 970 человек (из итоговой явки в ~230 000 человек). Многие участки открывались под гимн РФ, а после — в течение всех выборов на некоторых участках проигрывались «патриотические» и не только песни. Было открыто 833 постоянных и 19 временных УИКов, большинство из которых были оборудованы КОИБами. На большинстве участков были открыты точки по продаже выпечки для привлечения граждан. При этом, E1.ru сообщала об обнаруженных актах принуждения бюджетников к голосованию.
Второй день выборов прошёл 10 сентября с 8:00 и длился до окончания подсчёта голосов. Общая явка составила около 230 000 человек (20,67 % избирателей).
По результатам ДЭГа, из 70 970 человек проголосовало около 61 000 человек, больше половины — за Единую Россию.

## Скандалы и фальсификации
Согласно данным источника новостного издания «TagilCity», избирательный штаб Единой России планирует привлечь как можно больше своих сторонников для голосования в ДЭГ, дабы получить возможность «тасовать» голоса между избирательными округами, дабы передавать голоса от успешных избирательных участков к тем, где кандидат или список не проходят по голосам и тем самым получить возможность одержать победу в большинстве одномандатных округах. Так, сообщалось о принуждении медицинских работников Екатеринбурга к участию в выборах через ДЭГ.
Сообщалось о массовом привлечении административного ресурса, а также использованию неформальных методов для борьбы с оппозиционными кандидатами на выборах. Так, большое количество известных региональных политиков и деятелей, а также депутатов от местных предпринимателей, которые просто не были зарегистрированы на выборах. Сообщалось об оказываемом давлении на некоторых кандидатах от Яблока и КПРФ. В частности, сообщалось об угрозах расправой кандидатке Елизавете Казанцевой, если та продолжит свою агитацию. Одновременно с этим, в её округе была уничтожена партийная агитация от её партии. Яблоко сообщало, что около 20 % её агитационных баннеров было уничтожено (5 из 22), а ещё столько же экранов отключено (6 из 25). Всего в городе зафиксировали 17 случаев порчи агитационных экранов, которые принадлежали КПРФ, Яблоку или ЛДПР. Также, сообщалось о стрельбе со стороны кандидата от КПРФ, который открыл предупредительный огонь в сторону работников ТСЖ, которые пытались снять его агитацию, по словам первого, тот открыл стрельбу якобы для самообороны, так-как на него якобы ранее совершали нападения. Приходили сообщения о нападениях на агитаторов от оппозиционных партий. Сообщалось о связи данных событий с городской администрацией и ОПГ «Четырехсотые»:
Нам рассказали, что из администрации города намекнули, что есть несколько неугодных кандидатов. Ведь собрать надо было около 200 подписей, а это не проблема. Да и среди зарегистрированных есть нежелательные для администрации кандидаты.Максим Петлин, председатель Екатеринбургского отделения Яблока
Также порче подверглась агитация и от провластных партий, в частности, на улицах города была обнаружена фальшивая агитация от лица Единой России и Справедливой России. Справедливая Россия обвинила в создании ложной агитации КПРФ. Как сообщают эксперты Коммерсанта, данное событие, вероятно, никак не повлияет на выборы, и может вовсе быть пиар акцией СР и ЕР.
30 августа поступило сообщение о нападении на кандидата в депутаты Наталью Зоблину. Как сообщает Яблоко, на их члена напали с помощью перцового баллончика, а после ту закидали помидорами, когда Наталья возвращалась со встречи с избирателями. Неизвестные снимали это на камеру. До этого Наталье угрожали расправой, а на её агитатора также совершали нападение. Также, чуть раньше такие же нападения совершались на агитаторов от КПРФ. По факту актов насилия, которые затронули, в том числе, члена УИК, который по факту нарушений избирательного процесса и посягательства на его имущество и личную жизнь написал обращение в Прокуратуру и УФСБ.
Одновременно с этим, поступали сообщения о попытке организации каруселей на выборах за Единую Россию.

## Оценки выборов
Как считает политолог Алексей Швайгерт, Новые Люди фактически заспойлерили Яблоко, собрав часть протестных и оппозиционных голосов, и если бы одна из двух партий не участвовала бы — даже при такой скромной явке, либеральная партия с лёгкостью могла бы получить более 15 % голосов, обогнав все партии, кроме Единой России, по партийным спискам. Также, согласно его мнению, неожиданно высокий результат ЛДПР можно назвать результатом протестного голосования, когда принудительно согнанные люди нелиберальных взглядов, голосуя против ЕР, отдавали свои голоса им.
Как сообщает E1, можно выделить следующие «фракции» в рамках интереса лоббизма: застройщиков, городской администрации, фонда святой Екатерины, Алексея Вихарева, Виталия Кочеткова. Фракция городской администрации получила 12 мандатов, фонда св. Екатерины — 9, Вихарева — 7, Кочеткова — 5, застройщиков — 1. Дума перешла под контроль так называемой «мэрской коалиции» и союзного ему Вихарева. Антимэрская фракция Кочеткова не смогла создать значимую фракцию в думе. Так, по словам политолога издания, мэрская коалиция не является большинством, хоть и является крупнейшей фракцией. На момент окончания выборов она смогла создать тактический союз, но не факт, что он может стабильно сохраняться ввиду крайней фракционности ЕР и широты групп интересантов.
Явка на выборах стала одной из самых малых в истории ЕГД, что, как считает политолог Алексей Шабуров, стало логичным следствием попытки максимально занизить явку оппозиционного электората властью и оставить в ней только свой лояльный электорат и бюджетников.
10 из 21 кандидата от Яблока (47,6% от всех кандидатов партии) заняли второе место в одномандатных округах по итогам выборов, и не один из них не получил последнее место, что может указывать на значительный рост недовольства населения текущим положением дел и расширение поддержки либеральных идей, которая бы без системы ДЭГ и принуждения бюджетников могла бы привести к поражению ЕР на выборах, так как оцениваемое число бюджетников и приводимых ими «двух других человек» (друзья, родственники и т.д.), которых заставили проголосовать на выборах, составляет от 26 до 78 тысяч человек (по расчётам агентства, 30 тысяч — согнанные по заданию бюджетники, а ещё 51 тысяча — приведённые бюджетниками родственники, друзья или коллеги, по которым также составлялся отчёт, что в общем счёте составляет от 10 до 30% явки), по данным источника в городской администрации ura.ru.
Как считает «Der Spiegel», данные выборы являются стресс-тестом для путинского режима, являются частью подготовки к выборам президента России и символом стабильности режима. Из-за этого особо символично, что компании проходят крайне скудно, невзрачно и незаметно, делая всё возможное для максимального снижения явки, одновременно принудительно сгоняя и управляя правом голоса у зависимых от власти людей. Учитывая дестабилизацию ситуации на фоне вторжения, грань между системной и внесистемной оппозицией стирается, и абсолютно любой отъём голосов у Единой России даже у подконтрольных системных партий рассматривается как недопустимая катастрофа и сигнал к потере управляемости режимом. Однако, как считает издание, в Екатеринбурге выборы не были столь безнадёжными и представляли собой один из немногочисленных примеров относительно свободных выборов, куда была допущена либеральная оппозиция, ибо, как считали региональные власти, те маргинализированы в глазах населения и не смогут представлять угрозу на выборах, однако даже такие выборы не были ни честными, ни равными: угроза безопасности, уничтожение денежных потоков на избирательную кампанию, а также давление на наблюдателей (причём успешное, со значимым падением числа избирателей на участках), но даже так на выборах такая самоцензурируемая и гонимая либеральная оппозиция смогла добиться у каждого второго своего кандидата (10 из 21) второго места в одномандатных округах, не получив ни единого последнего места, а также удвоив число голосов за себя в процентном соотношении по сравнению с прошлыми выборами. Учитывая факт наличия спойлера, можно осторожно предполагать, что в условиях более свободных выборов, партия могла бы получить около 15% и стать второй по размеру фракцией в думе.

## Результаты выборов
По итогам выборов, Единая Россия получила 23/25 одномандатных округов, а также 4/10 мест по партийным спискам. ЛДПР — 1/25 одномандатных округов и 2/10 по партийным спискам (~0,4 % голосов отделило ЛДПР от второго мандата и привело к опротестованию распределения голосов, с требованием дать партии ещё одно, второе место). КПРФ — 1/25 одномандатных округов и 1/10 по партийным спискам. СРЗП, Яблоко и НЛ получили по 1 мандату по итогам партийных списков.
| Екатеринбургская городская дума VIII-го созыва |                                              |                                       |                      |                      |       |       |         |
| Партия                                         | Партия                                       | Кандидатов (общ. список)              | Голоса (общ. список) | Голоса (общ. список) | Места | Места | Места   |
| Партия                                         | Партия                                       | Кандидатов (общ. список)              | No.                  | %                    | До    | После | +/–     |
|                                                | Единая Россия                                | 20                                    | 96 532               | 41,87                | 19    | 27    | ▲+8     |
|                                                | Либерально-демократическая партия России     | 20                                    | 33 651               | 14,60                | 3     | 3     | ▬       |
|                                                | Коммунистическая партия Российской Федерации | 19                                    | 28 485               | 12,36                | 6     | 2     | ▼-4     |
|                                                | Справедливая Россия — За правду              | 20                                    | 25 677               | 11,14                | 7     | 1     | ▼-6     |
|                                                | РОДП «Яблоко»                                | 19                                    | 21 296               | 9,24                 | 1     | 1     | ▬       |
|                                                | Новые люди                                   | 17                                    | 19 591               | 8,50                 | 0     | 1     | новая   |
|                                                |                                              |                                       |                      |                      |       |       |         |
| Действительных голосов                         | Действительных голосов                       | Действительных голосов                | 225 232              | 97,69                | -     | -     | -       |
| Недействительных голосов                       | Недействительных голосов                     | Недействительных голосов              | 5 316                | 2,31                 | -     | -     | -       |
| Всего                                          | Всего                                        | Всего                                 | 230 548              | 100.00               | 36    | 35    | ▼-1     |
| Зарегистрированных избирателей / Явка          | Зарегистрированных избирателей / Явка        | Зарегистрированных избирателей / Явка | 1 115 224            | 20,67                | -     | -     | ▼-6,59% |

| Результаты выборов в Екатеринбургскую Городскую Думу VIII-го созыва по округам | Результаты выборов в Екатеринбургскую Городскую Думу VIII-го созыва по округам | Результаты выборов в Екатеринбургскую Городскую Думу VIII-го созыва по округам | Результаты выборов в Екатеринбургскую Городскую Думу VIII-го созыва по округам | Результаты выборов в Екатеринбургскую Городскую Думу VIII-го созыва по округам | Результаты выборов в Екатеринбургскую Городскую Думу VIII-го созыва по округам | Результаты выборов в Екатеринбургскую Городскую Думу VIII-го созыва по округам |
| ОИК                                                                            | Явка                                                                           |                                                                                | Кандидат                                                                       | Выдвижение                                                                     | Результат                                                                      | Результат                                                                      |
| ОИК                                                                            | Явка                                                                           | Голоса                                                                         | Кандидат                                                                       | Выдвижение                                                                     | %                                                                              |                                                                                |
| ------------------------------------------------------------------------------ | ------------------------------------------------------------------------------ | ------------------------------------------------------------------------------ | ------------------------------------------------------------------------------ | ------------------------------------------------------------------------------ | ------------------------------------------------------------------------------ | ------------------------------------------------------------------------------ |
| 1                                                                              | 23,21%                                                                         |                                                                                | Матвеев Михаил Никитович                                                       | Единая Россия                                                                  | 5962                                                                           | 51,80%                                                                         |
| 1                                                                              | 23,21%                                                                         |                                                                                | Каракоз Денис Викторович                                                       | СР — ЗП                                                                        | 2867                                                                           | 23,92%                                                                         |
| 1                                                                              | 23,21%                                                                         |                                                                                | Седов Станислав Геннадьевич                                                    | КПРФ                                                                           | 875                                                                            | 7,30%                                                                          |
| 1                                                                              | 23,21%                                                                         |                                                                                | Иванов Евгений Владимирович                                                    | Яблоко / СДР                                                                   | 605                                                                            | 5,25%                                                                          |
| 1                                                                              | 23,21%                                                                         |                                                                                | Мустафин Альберт Фаритович                                                     | Новые Люди                                                                     | 531                                                                            | 4,43%                                                                          |
| 1                                                                              | 23,21%                                                                         |                                                                                | Пащенко Полина Игоревна                                                        | ЛДПР                                                                           | 406                                                                            | 3,23%                                                                          |
| 1                                                                              | 23,21%                                                                         | Недействительные голоса                                                        | Недействительные голоса                                                        | Недействительные голоса                                                        | 347                                                                            | 3,03%                                                                          |
| 1                                                                              | 23,21%                                                                         |                                                                                | Лейба Семен Михайлович                                                         | Самовыдвижение                                                                 | 121                                                                            | 1,05%                                                                          |
|                                                                                |                                                                                |                                                                                |                                                                                |                                                                                |                                                                                |                                                                                |
| 2                                                                              | 19,06%                                                                         |                                                                                | Киселев Станислав Александрович                                                | Единая Россия                                                                  | 4967                                                                           | 61,38%                                                                         |
| 2                                                                              | 19,06%                                                                         |                                                                                | Мангилева Вера Борисовна                                                       | Яблоко                                                                         | 712                                                                            | 8,79%                                                                          |
| 2                                                                              | 19,06%                                                                         |                                                                                | Клепцова Юлия Александровна                                                    | Новые Люди                                                                     | 593                                                                            | 7,32%                                                                          |
| 2                                                                              | 19,06%                                                                         |                                                                                | Каракоз Александр Викторович                                                   | СР — ЗП                                                                        | 591                                                                            | 7,30%                                                                          |
| 2                                                                              | 19,06%                                                                         |                                                                                | Шипицын Александр Юрьевич                                                      | КПРФ                                                                           | 462                                                                            | 5,90%                                                                          |
| 2                                                                              | 19,06%                                                                         |                                                                                | Васильева Елизавета Дмитриевна                                                 | ЛДПР                                                                           | 357                                                                            | 4,51%                                                                          |
| 2                                                                              | 19,06%                                                                         |                                                                                | Назарова Александра Дмитриевна                                                 | Самовыдвижение                                                                 | 214                                                                            | 2,64%                                                                          |
| 2                                                                              | 19,06%                                                                         | Недействительные голоса                                                        | Недействительные голоса                                                        | Недействительные голоса                                                        | 173                                                                            | 2,16%                                                                          |
|                                                                                |                                                                                |                                                                                |                                                                                |                                                                                |                                                                                |                                                                                |
| 3                                                                              | 20,40%                                                                         |                                                                                | Сторожилов Дмитрий Анатольевич                                                 | Единая Россия                                                                  | 3478                                                                           | 42,37%                                                                         |
| 3                                                                              | 20,40%                                                                         |                                                                                | Черкашин Валерий Николаевич                                                    | Самовыдвижение                                                                 | 1942                                                                           | 23,66%                                                                         |
| 3                                                                              | 20,40%                                                                         |                                                                                | Болтачев Грэй Шамилевич                                                        | Яблоко                                                                         | 869                                                                            | 10,58%                                                                         |
| 3                                                                              | 20,40%                                                                         |                                                                                | Ошуев Геннадий Аркадьевич                                                      | КПРФ                                                                           | 799                                                                            | 9,73%                                                                          |
| 3                                                                              | 20,40%                                                                         |                                                                                | Окатьева Ирина Александровна                                                   | СР — ЗП                                                                        | 477                                                                            | 5,81%                                                                          |
| 3                                                                              | 20,40%                                                                         |                                                                                | Евланов Вячеслав Сергеевич                                                     | Новые Люди                                                                     | 368                                                                            | 4,48%                                                                          |
| 3                                                                              | 20,40%                                                                         | Недействительные голоса                                                        | Недействительные голоса                                                        | Недействительные голоса                                                        | 265                                                                            | 3,37%                                                                          |
|                                                                                |                                                                                |                                                                                |                                                                                |                                                                                |                                                                                |                                                                                |
| 4                                                                              | 18,63%                                                                         |                                                                                | Вяткина Татьяна Олеговна                                                       | Единая Россия                                                                  | 3120                                                                           | 40,37%                                                                         |
| 4                                                                              | 18,63%                                                                         |                                                                                | Дымшаков Дмитрий Сергеевич                                                     | Новые Люди                                                                     | 1307                                                                           | 16,91%                                                                         |
| 4                                                                              | 18,63%                                                                         |                                                                                | Овчинникова Ира Александровна                                                  | Самовыдвижение                                                                 | 1072                                                                           | 13,87%                                                                         |
| 4                                                                              | 18,63%                                                                         |                                                                                | Кондратов Олег Витальевич                                                      | Яблоко                                                                         | 689                                                                            | 8,91%                                                                          |
| 4                                                                              | 18,63%                                                                         |                                                                                | Уткин Ярослав Евгеньевич                                                       | СР — ЗП                                                                        | 541                                                                            | 7,00%                                                                          |
| 4                                                                              | 18,63%                                                                         |                                                                                | Бадыкшанов Ринат Равилович                                                     | ЛДПР                                                                           | 421                                                                            | 6,63%                                                                          |
| 4                                                                              | 18,63%                                                                         |                                                                                | Овчинникова Екатерина Александровна                                            | Самовыдвижение                                                                 | 296                                                                            | 3,53%                                                                          |
| 4                                                                              | 18,63%                                                                         | Недействительные голоса                                                        | Недействительные голоса                                                        | Недействительные голоса                                                        | 215                                                                            | 2,78%                                                                          |
|                                                                                |                                                                                |                                                                                |                                                                                |                                                                                |                                                                                |                                                                                |
| 5                                                                              | 18,73%                                                                         |                                                                                | Смирнов Алексей Николаевич                                                     | Единая Россия                                                                  | 3428                                                                           | 43,52%                                                                         |
| 5                                                                              | 18,73%                                                                         |                                                                                | Холодарев Алексей Юрьевич                                                      | Яблоко                                                                         | 1046                                                                           | 13,28%                                                                         |
| 5                                                                              | 18,73%                                                                         |                                                                                | Мальцева Наталья Николаевна                                                    | СР — ЗП                                                                        | 1041                                                                           | 13,22%                                                                         |
| 5                                                                              | 18,73%                                                                         |                                                                                | Чернецов Евгений Александрович                                                 | КПРФ                                                                           | 804                                                                            | 10,21%                                                                         |
| 5                                                                              | 18,73%                                                                         |                                                                                | Фомин Степан Владимирович                                                      | ЛДПР                                                                           | 710                                                                            | 9,10%                                                                          |
| 5                                                                              | 18,73%                                                                         |                                                                                | Самойлов Михаил Сергеевич                                                      | Новые Люди                                                                     | 591                                                                            | 7,50%                                                                          |
| 5                                                                              | 18,73%                                                                         | Недействительные голоса                                                        | Недействительные голоса                                                        | Недействительные голоса                                                        | 243                                                                            | 3,17%                                                                          |
|                                                                                |                                                                                |                                                                                |                                                                                |                                                                                |                                                                                |                                                                                |
| 6                                                                              | 20,32%                                                                         |                                                                                | Колесников Александр Евгеньевич                                                | Единая Россия                                                                  | 4917                                                                           | 49,75%                                                                         |
| 6                                                                              | 20,32%                                                                         |                                                                                | Истомин Денис Юрьевич                                                          | Новые Люди                                                                     | 1282                                                                           | 12,97%                                                                         |
| 6                                                                              | 20,32%                                                                         |                                                                                | Зобнина Татьяна Васильевна                                                     | Яблоко                                                                         | 1236                                                                           | 12,81%                                                                         |
| 6                                                                              | 20,32%                                                                         |                                                                                | Спирин Владислав Аркадьевич                                                    | СР — ЗП                                                                        | 775                                                                            | 7,83%                                                                          |
| 6                                                                              | 20,32%                                                                         |                                                                                | Поздняков Евгений Владимирович                                                 | КПРФ                                                                           | 689                                                                            | 6,97%                                                                          |
| 6                                                                              | 20,32%                                                                         |                                                                                | Рачкевич Кристина Вячеславовна                                                 | ЛДПР                                                                           | 490                                                                            | 4,96%                                                                          |
| 6                                                                              | 20,32%                                                                         |                                                                                | Цагареишвили Георгий Александрович                                             | Самовыдвижение                                                                 | 267                                                                            | 2,70%                                                                          |
| 6                                                                              | 20,32%                                                                         | Недействительные голоса                                                        | Недействительные голоса                                                        | Недействительные голоса                                                        | 199                                                                            | 2,01%                                                                          |
|                                                                                |                                                                                |                                                                                |                                                                                |                                                                                |                                                                                |                                                                                |
| 7                                                                              | 18,47%                                                                         |                                                                                | Мещеряков Алексей Алексеевич                                                   | Единая Россия                                                                  | 4117                                                                           | 54,76%                                                                         |
| 7                                                                              | 18,47%                                                                         |                                                                                | Книжин Георгий Сергеевич                                                       | СР — ЗП                                                                        | 1160                                                                           | 15,63%                                                                         |
| 7                                                                              | 18,47%                                                                         |                                                                                | Раинбаков Ильдар Салимчанович                                                  | ЛДПР                                                                           | 694                                                                            | 9,43%                                                                          |
| 7                                                                              | 18,47%                                                                         |                                                                                | Придюк Михаил Сергеевич                                                        | Новые Люди                                                                     | 590                                                                            | 7,85%                                                                          |
| 7                                                                              | 18,47%                                                                         |                                                                                | Сергиенко Георгий Владимирович                                                 | Яблоко                                                                         | 430                                                                            | 5,72%                                                                          |
| 7                                                                              | 18,47%                                                                         | Недействительные голоса                                                        | Недействительные голоса                                                        | Недействительные голоса                                                        | 278                                                                            | 3,70%                                                                          |
| 7                                                                              | 18,47%                                                                         |                                                                                | Чолахян Пайлак Вагинакович                                                     | Самовыдвижение                                                                 | 219                                                                            | 2,91%                                                                          |
|                                                                                |                                                                                |                                                                                |                                                                                |                                                                                |                                                                                |                                                                                |
| 8                                                                              | 17,94%                                                                         |                                                                                | Альшевских Александр Андреевич                                                 | Единая Россия                                                                  | 2824                                                                           | 38,07%                                                                         |
| 8                                                                              | 17,94%                                                                         |                                                                                | Ступников Роман Русланович                                                     | КПРФ                                                                           | 1297                                                                           | 17,48%                                                                         |
| 8                                                                              | 17,94%                                                                         |                                                                                | Абатуров Константин Александрович                                              | СР — ЗП                                                                        | 1093                                                                           | 14,71%                                                                         |
| 8                                                                              | 17,94%                                                                         |                                                                                | Лежанкин Никита Дмитриевич                                                     | Новые Люди                                                                     | 633                                                                            | 8,63%                                                                          |
| 8                                                                              | 17,94%                                                                         |                                                                                | Адыева Зарина Радиевна                                                         | Самовыдвижение                                                                 | 577                                                                            | 7,78%                                                                          |
| 8                                                                              | 17,94%                                                                         |                                                                                | Павлова Галина Михайловна                                                      | Яблоко                                                                         | 449                                                                            | 6,25%                                                                          |
| 8                                                                              | 17,94%                                                                         |                                                                                | Андрян Яна Хачатуровна                                                         | ЛДПР                                                                           | 289                                                                            | 3,90%                                                                          |
| 8                                                                              | 17,94%                                                                         | Недействительные голоса                                                        | Недействительные голоса                                                        | Недействительные голоса                                                        | 236                                                                            | 3,18%                                                                          |
|                                                                                |                                                                                |                                                                                |                                                                                |                                                                                |                                                                                |                                                                                |
| 9                                                                              | 20,23%                                                                         |                                                                                | Гурарий Анна Дмитриевна                                                        | Единая Россия                                                                  | 3945                                                                           | 40,96%                                                                         |
| 9                                                                              | 20,23%                                                                         |                                                                                | Киселёв Константин Викторович                                                  | Яблоко                                                                         | 1785                                                                           | 18,63%                                                                         |
| 9                                                                              | 20,23%                                                                         |                                                                                | Назаров Олег Викторович                                                        | СР — ЗП                                                                        | 1126                                                                           | 11,69%                                                                         |
| 9                                                                              | 20,23%                                                                         |                                                                                | Камалетдинов Руслан Шавкатович                                                 | КПРФ                                                                           | 972                                                                            | 10,15%                                                                         |
| 9                                                                              | 20,23%                                                                         |                                                                                | Бородин Ярослав Викторович                                                     | Новые Люди                                                                     | 966                                                                            | 10,03%                                                                         |
| 9                                                                              | 20,23%                                                                         |                                                                                | Булыгин Никита Евгеньевич                                                      | ЛДПР                                                                           | 587                                                                            | 6,09%                                                                          |
| 9                                                                              | 20,23%                                                                         | Недействительные голоса                                                        | Недействительные голоса                                                        | Недействительные голоса                                                        | 236                                                                            | 2,45%                                                                          |
|                                                                                |                                                                                |                                                                                |                                                                                |                                                                                |                                                                                |                                                                                |
| 10                                                                             | 19,83%                                                                         |                                                                                | Зиганшин Артур Рашидович                                                       | Единая Россия                                                                  | 3214                                                                           | 36,71%                                                                         |
| 10                                                                             | 19,83%                                                                         |                                                                                | Зуев Андрей Валерьевич                                                         | КПРФ                                                                           | 1782                                                                           | 20,43%                                                                         |
| 10                                                                             | 19,83%                                                                         |                                                                                | Атемасова Ольга Владимировна                                                   | СР — ЗП                                                                        | 1193                                                                           | 13,62%                                                                         |
| 10                                                                             | 19,83%                                                                         |                                                                                | Зайцев Евгений Викторович                                                      | Новые Люди                                                                     | 959                                                                            | 10,95%                                                                         |
| 10                                                                             | 19,83%                                                                         |                                                                                | Собянин Владимир Иванович                                                      | Яблоко                                                                         | 743                                                                            | 8,59%                                                                          |
| 10                                                                             | 19,83%                                                                         |                                                                                | Вихарева Яна Федоровна                                                         | ЛДПР                                                                           | 598                                                                            | 6,83%                                                                          |
| 10                                                                             | 19,83%                                                                         | Недействительные голоса                                                        | Недействительные голоса                                                        | Недействительные голоса                                                        | 251                                                                            | 2,87%                                                                          |
|                                                                                |                                                                                |                                                                                |                                                                                |                                                                                |                                                                                |                                                                                |
| 11                                                                             | 20,72%                                                                         |                                                                                | Крицкий Владимир Павлович                                                      | Единая Россия                                                                  | 4338                                                                           | 48,11%                                                                         |
| 11                                                                             | 20,72%                                                                         |                                                                                | Кофман Алексей Евгеньевич                                                      | Яблоко                                                                         | 1493                                                                           | 16,56%                                                                         |
| 11                                                                             | 20,72%                                                                         |                                                                                | Бондарев Дмитрий Игоревич                                                      | СР — ЗП                                                                        | 1087                                                                           | 12,06%                                                                         |
| 11                                                                             | 20,72%                                                                         |                                                                                | Зайнаков Ильнар Габдулхаевич                                                   | КПРФ                                                                           | 779                                                                            | 8,64%                                                                          |
| 11                                                                             | 20,72%                                                                         |                                                                                | Терещенко Александр Витальевич                                                 | Новые Люди                                                                     | 656                                                                            | 7,28%                                                                          |
| 11                                                                             | 20,72%                                                                         |                                                                                | Кулаков Данил Сергеевич                                                        | ЛДПР                                                                           | 518                                                                            | 3,67%                                                                          |
| 11                                                                             | 20,72%                                                                         | Недействительные голоса                                                        | Недействительные голоса                                                        | Недействительные голоса                                                        | 256                                                                            | 2,10%                                                                          |
| 11                                                                             | 20,72%                                                                         |                                                                                | Кунис Антон Давидович                                                          | Самовыдвижение                                                                 | 145                                                                            | 1,61%                                                                          |
|                                                                                |                                                                                |                                                                                |                                                                                |                                                                                |                                                                                |                                                                                |
| 12                                                                             | 20,38%                                                                         |                                                                                | Чачин Виталий Витальевич                                                       | Единая Россия                                                                  | 4358                                                                           | 44,95%                                                                         |
| 12                                                                             | 20,38%                                                                         |                                                                                | Лопарева Ольга Владимировна                                                    | Яблоко                                                                         | 1779                                                                           | 18,35%                                                                         |
| 12                                                                             | 20,38%                                                                         |                                                                                | Шилов Евгений Анатольевич                                                      | СР — ЗП                                                                        | 1510                                                                           | 15,58%                                                                         |
| 12                                                                             | 20,38%                                                                         |                                                                                | Ряписов Виталий Владимирович                                                   | КПРФ                                                                           | 1463                                                                           | 15,09%                                                                         |
| 12                                                                             | 20,38%                                                                         |                                                                                | Матерухин Максим Андреевич                                                     | ЛДПР                                                                           | 585                                                                            | 4,01%                                                                          |
| 12                                                                             | 20,38%                                                                         | Недействительные голоса                                                        | Недействительные голоса                                                        | Недействительные голоса                                                        | 288                                                                            | 2,02%                                                                          |
|                                                                                |                                                                                |                                                                                |                                                                                |                                                                                |                                                                                |                                                                                |
| 13                                                                             | 21,89%                                                                         |                                                                                | Журавлева Александра Викторовна                                                | Единая Россия                                                                  | 5966                                                                           | 59,66%                                                                         |
| 13                                                                             | 21,89%                                                                         |                                                                                | Егоров Максим Юрьевич                                                          | КПРФ                                                                           | 1151                                                                           | 11,51%                                                                         |
| 13                                                                             | 21,89%                                                                         |                                                                                | Апарина Татьяна Васильевна                                                     | СР — ЗП                                                                        | 1139                                                                           | 11,39%                                                                         |
| 13                                                                             | 21,89%                                                                         |                                                                                | Шубина Анна Александровна                                                      | Яблоко                                                                         | 687                                                                            | 6,87%                                                                          |
| 13                                                                             | 21,89%                                                                         |                                                                                | Гиль Наталья Викторовна                                                        | ЛДПР                                                                           | 550                                                                            | 5,50%                                                                          |
| 13                                                                             | 21,89%                                                                         |                                                                                | Ердякова Анна Дмитриевна                                                       | Новые Люди                                                                     | 507                                                                            | 5,07%                                                                          |
| 13                                                                             | 21,89%                                                                         | Недействительные голоса                                                        | Недействительные голоса                                                        | Недействительные голоса                                                        | 325                                                                            | 3,25%                                                                          |
|                                                                                |                                                                                |                                                                                |                                                                                |                                                                                |                                                                                |                                                                                |
| 14                                                                             | 20,11%                                                                         |                                                                                | Пустозеров Павел Александрович                                                 | Единая Россия                                                                  | 5044                                                                           | 52,61%                                                                         |
| 14                                                                             | 20,11%                                                                         |                                                                                | Вяткина Светлана Бернардовна                                                   | Яблоко                                                                         | 1626                                                                           | 16,96%                                                                         |
| 14                                                                             | 20,11%                                                                         |                                                                                | Морозов Иван Александрович                                                     | КПРФ                                                                           | 1097                                                                           | 11,44%                                                                         |
| 14                                                                             | 20,11%                                                                         |                                                                                | Журавлева Жанна Александровна                                                  | СР — ЗП                                                                        | 1056                                                                           | 11,01%                                                                         |
| 14                                                                             | 20,11%                                                                         |                                                                                | Кобяшев Евгений Анатольевич                                                    | ЛДПР                                                                           | 529                                                                            | 5,52%                                                                          |
| 14                                                                             | 20,11%                                                                         | Недействительные голоса                                                        | Недействительные голоса                                                        | Недействительные голоса                                                        | 235                                                                            | 2,46%                                                                          |
|                                                                                |                                                                                |                                                                                |                                                                                |                                                                                |                                                                                |                                                                                |
| 15                                                                             | 24,33%                                                                         |                                                                                | Вечкензин Михаил Валерьевич                                                    | Единая Россия                                                                  | 5750                                                                           | 53,74%                                                                         |
| 15                                                                             | 24,33%                                                                         |                                                                                | Дюмаев Александр Сергеевич                                                     | КПРФ                                                                           | 2606                                                                           | 24,36%                                                                         |
| 15                                                                             | 24,33%                                                                         |                                                                                | Терехова Мария Андреевна                                                       | Новые Люди                                                                     | 912                                                                            | 8,52%                                                                          |
| 15                                                                             | 24,33%                                                                         |                                                                                | Елькин Виталий Сергеевич                                                       | СР — ЗП                                                                        | 621                                                                            | 5,80%                                                                          |
| 15                                                                             | 24,33%                                                                         |                                                                                | Давлетшин Павел Ильфатович                                                     | ЛДПР                                                                           | 556                                                                            | 5,20%                                                                          |
| 15                                                                             | 24,33%                                                                         | Недействительные голоса                                                        | Недействительные голоса                                                        | Недействительные голоса                                                        | 254                                                                            | 2,38%                                                                          |
|                                                                                |                                                                                |                                                                                |                                                                                |                                                                                |                                                                                |                                                                                |
| 16                                                                             | 22,66%                                                                         |                                                                                | Шестаков Алексей Станиславович                                                 | Единая Россия                                                                  | 5002                                                                           | 52,74%                                                                         |
| 16                                                                             | 22,66%                                                                         |                                                                                | Даниленко Светлана Юрьевна                                                     | Яблоко                                                                         | 1469                                                                           | 15,50%                                                                         |
| 16                                                                             | 22,66%                                                                         |                                                                                | Волкова Юлия Владимировна                                                      | СР — ЗП                                                                        | 845                                                                            | 8,91%                                                                          |
| 16                                                                             | 22,66%                                                                         |                                                                                | Закирова Татьяна Михайловна                                                    | КПРФ                                                                           | 843                                                                            | 8,88%                                                                          |
| 16                                                                             | 22,66%                                                                         |                                                                                | Попов Алексей Юрьевич                                                          | ЛДПР                                                                           | 640                                                                            | 6,85%                                                                          |
| 16                                                                             | 22,66%                                                                         |                                                                                | Щетникова Елена Вадимовна                                                      | Новые Люди                                                                     | 461                                                                            | 4,86%                                                                          |
| 16                                                                             | 22,66%                                                                         | Недействительные голоса                                                        | Недействительные голоса                                                        | Недействительные голоса                                                        | 223                                                                            | 2,35%                                                                          |
|                                                                                |                                                                                |                                                                                |                                                                                |                                                                                |                                                                                |                                                                                |
| 17                                                                             | 22,88%                                                                         |                                                                                | Овчинников Владислав Игоревич                                                  | Единая Россия                                                                  | 5442                                                                           | 55,94%                                                                         |
| 17                                                                             | 22,88%                                                                         |                                                                                | Рогальский Сергей Яковлевич                                                    | СР — ЗП                                                                        | 1469                                                                           | 15,10%                                                                         |
| 17                                                                             | 22,88%                                                                         |                                                                                | Акатьев Константин Алексеевич                                                  | Яблоко                                                                         | 1028                                                                           | 10,57%                                                                         |
| 17                                                                             | 22,88%                                                                         |                                                                                | Ершов Станислав Владимирович                                                   | ЛДПР                                                                           | 943                                                                            | 9,69%                                                                          |
| 17                                                                             | 22,88%                                                                         | Недействительные голоса                                                        | Недействительные голоса                                                        | Недействительные голоса                                                        | 435                                                                            | 4,47%                                                                          |
| 17                                                                             | 22,88%                                                                         |                                                                                | Рехлов Иван Павлович                                                           | Новые Люди                                                                     | 411                                                                            | 4,22%                                                                          |
|                                                                                |                                                                                |                                                                                |                                                                                |                                                                                |                                                                                |                                                                                |
| 18                                                                             | 19,80%                                                                         |                                                                                | Володин Игорь Валерьевич                                                       | Единая Россия                                                                  | 4113                                                                           | 48,35%                                                                         |
| 18                                                                             | 19,80%                                                                         |                                                                                | Вихарев Денис Михайлович                                                       | Самовыдвижение                                                                 | 760                                                                            | 8,93%                                                                          |
| 18                                                                             | 19,80%                                                                         |                                                                                | Володин Андрей Николаевич                                                      | Самовыбвижение                                                                 | 714                                                                            | 8,39%                                                                          |
| 18                                                                             | 19,80%                                                                         |                                                                                | Пиняжин Андрей Александрович                                                   | КПРФ                                                                           | 679                                                                            | 7,98%                                                                          |
| 18                                                                             | 19,80%                                                                         |                                                                                | Вахрушев Николай Михайлович                                                    | ЛДПР                                                                           | 563                                                                            | 6,61%                                                                          |
| 18                                                                             | 19,80%                                                                         |                                                                                | Иванова Оксана Витальевна                                                      | СР — ЗП                                                                        | 543                                                                            | 6,38%                                                                          |
| 18                                                                             | 19,80%                                                                         |                                                                                | Басанов Александр Петрович                                                     | Яблоко                                                                         | 491                                                                            | 5,77%                                                                          |
| 18                                                                             | 19,80%                                                                         |                                                                                | Гирлянская Анастасия Игоревна                                                  | Новые Люди                                                                     | 368                                                                            | 4,34%                                                                          |
| 18                                                                             | 19,80%                                                                         | Недействительные голоса                                                        | Недействительные голоса                                                        | Недействительные голоса                                                        | 275                                                                            | 3,25%                                                                          |
|                                                                                |                                                                                |                                                                                |                                                                                |                                                                                |                                                                                |                                                                                |
| 19                                                                             | 25,47%                                                                         |                                                                                | Вихарев Алексей Андреевич                                                      | Единая Россия                                                                  | 7493                                                                           | 70,29%                                                                         |
| 19                                                                             | 25,47%                                                                         |                                                                                | Павлова Анастасия Геннадьевна                                                  | Яблоко                                                                         | 809                                                                            | 7,59%                                                                          |
| 19                                                                             | 25,47%                                                                         |                                                                                | Изюрьев Игорь Михайлович                                                       | КПРФ                                                                           | 749                                                                            | 7,02%                                                                          |
| 19                                                                             | 25,47%                                                                         |                                                                                | Шамаев Евгений Альбертович                                                     | СР — ЗП                                                                        | 617                                                                            | 5,79%                                                                          |
| 19                                                                             | 25,47%                                                                         |                                                                                | Лещенко Ксения Игоревна                                                        | ЛДПР                                                                           | 433                                                                            | 4,06%                                                                          |
| 19                                                                             | 25,47%                                                                         |                                                                                | Черноголов Антон Анатольевич                                                   | Новые Люди                                                                     | 371                                                                            | 3,48%                                                                          |
| 19                                                                             | 25,47%                                                                         | Недействительные голоса                                                        | Недействительные голоса                                                        | Недействительные голоса                                                        | 187                                                                            | 1,77%                                                                          |
|                                                                                |                                                                                |                                                                                |                                                                                |                                                                                |                                                                                |                                                                                |
| 20                                                                             | 21,07%                                                                         |                                                                                | Николаев Дмитрий Юрьевич                                                       | ЛДПР                                                                           | 3672                                                                           | 35,75%                                                                         |
| 20                                                                             | 21,07%                                                                         |                                                                                | Стругов Владимир Александрович                                                 | Единая Россия                                                                  | 2736                                                                           | 26,64%                                                                         |
| 20                                                                             | 21,07%                                                                         |                                                                                | Шутов Павел Викторович                                                         | КПРФ                                                                           | 1204                                                                           | 11,72%                                                                         |
| 20                                                                             | 21,07%                                                                         |                                                                                | Малыгин Александр Сергеевич                                                    | Яблоко                                                                         | 974                                                                            | 9,49%                                                                          |
| 20                                                                             | 21,07%                                                                         |                                                                                | Булавицкий Константин Витальевич                                               | СР — ЗП                                                                        | 784                                                                            | 7,63%                                                                          |
| 20                                                                             | 21,07%                                                                         |                                                                                | Варламов Артемий Сергеевич                                                     | Новые Люди                                                                     | 644                                                                            | 6,28%                                                                          |
| 20                                                                             | 21,07%                                                                         | Недействительные голоса                                                        | Недействительные голоса                                                        | Недействительные голоса                                                        | 256                                                                            | 2,49%                                                                          |
|                                                                                |                                                                                |                                                                                |                                                                                |                                                                                |                                                                                |                                                                                |
| 21                                                                             | 19,59%                                                                         |                                                                                | Харитонова Марина Павловна                                                     | Единая Россия                                                                  | 3858                                                                           | 42,02%                                                                         |
| 21                                                                             | 19,59%                                                                         |                                                                                | Чуприянов Виктор Николаевич                                                    | Яблоко                                                                         | 1660                                                                           | 18,08%                                                                         |
| 21                                                                             | 19,59%                                                                         |                                                                                | Газизова Наталья Мансуровна                                                    | СР — ЗП                                                                        | 1143                                                                           | 12,45%                                                                         |
| 21                                                                             | 19,59%                                                                         |                                                                                | Волис Вячеслав Иванович                                                        | КПРФ                                                                           | 1029                                                                           | 11,21%                                                                         |
| 21                                                                             | 19,59%                                                                         |                                                                                | Шилин Степан Олегович                                                          | ЛДПР                                                                           | 759                                                                            | 8,26%                                                                          |
| 21                                                                             | 19,59%                                                                         |                                                                                | Хамоян Зори Адиевич                                                            | Новые Люди                                                                     | 476                                                                            | 5,19%                                                                          |
| 21                                                                             | 19,59%                                                                         | Недействительные голоса                                                        | Недействительные голоса                                                        | Недействительные голоса                                                        | 256                                                                            | 2,79%                                                                          |
|                                                                                |                                                                                |                                                                                |                                                                                |                                                                                |                                                                                |                                                                                |
| 22                                                                             | 20,22%                                                                         |                                                                                | Сергин Дмитрий Рифович                                                         | Единая Россия                                                                  | 3698                                                                           | 41,67%                                                                         |
| 22                                                                             | 20,22%                                                                         |                                                                                | Ивачева Виктория Михайловна                                                    | КПРФ                                                                           | 2241                                                                           | 25,25%                                                                         |
| 22                                                                             | 20,22%                                                                         |                                                                                | Осинцев Михаил Дмитриевич                                                      | Новые Люди                                                                     | 1065                                                                           | 12,00%                                                                         |
| 22                                                                             | 20,22%                                                                         |                                                                                | Ворошилов Дмитрий Викторович                                                   | СР — ЗП                                                                        | 999                                                                            | 11,26%                                                                         |
| 22                                                                             | 20,22%                                                                         |                                                                                | Шерман Денис Анатольевич                                                       | ЛДПР                                                                           | 544                                                                            | 6,13%                                                                          |
| 22                                                                             | 20,22%                                                                         | Недействительные голоса                                                        | Недействительные голоса                                                        | Недействительные голоса                                                        | 327                                                                            | 3,69%                                                                          |
|                                                                                |                                                                                |                                                                                |                                                                                |                                                                                |                                                                                |                                                                                |
| 23                                                                             | 20,52%                                                                         |                                                                                | Бондаренко Елена Вениаминовна                                                  | Единая Россия                                                                  | 3745                                                                           | 43,76%                                                                         |
| 23                                                                             | 20,52%                                                                         |                                                                                | Яхин Владислав Фидусович                                                       | Самовыдвижение                                                                 | 2140                                                                           | 25,08%                                                                         |
| 23                                                                             | 20,52%                                                                         |                                                                                | Скоморохова Римма Вениаминовна                                                 | КПРФ                                                                           | 867                                                                            | 10,06%                                                                         |
| 23                                                                             | 20,52%                                                                         |                                                                                | Алексеев Дмитрий Иванович                                                      | Новые Люди                                                                     | 599                                                                            | 7,01%                                                                          |
| 23                                                                             | 20,52%                                                                         |                                                                                | Липанин Сергей Владимирович                                                    | Самовыдвижение                                                                 | 498                                                                            | 5,65%                                                                          |
| 23                                                                             | 20,52%                                                                         |                                                                                | Пажаев Иван Евгеньевич                                                         | ЛДПР                                                                           | 428                                                                            | 5,44%                                                                          |
| 23                                                                             | 20,52%                                                                         | Недействительные голоса                                                        | Недействительные голоса                                                        | Недействительные голоса                                                        | 256                                                                            | 3,00%                                                                          |
|                                                                                |                                                                                |                                                                                |                                                                                |                                                                                |                                                                                |                                                                                |
| 24                                                                             | 21,52%                                                                         |                                                                                | Сомиков Виктор Александрович                                                   | КПРФ                                                                           | 4178                                                                           | 42,34%                                                                         |
| 24                                                                             | 21,52%                                                                         |                                                                                | Гильванова Юлия Халэфовна                                                      | ЛДПР                                                                           | 1937                                                                           | 19,63%                                                                         |
| 24                                                                             | 21,52%                                                                         |                                                                                | Тупица Данил Максимович                                                        | Единая Россия                                                                  | 1355                                                                           | 13,73%                                                                         |
| 24                                                                             | 21,52%                                                                         |                                                                                | Вакарин Дмитрий Андреевич                                                      | СР — ЗП                                                                        | 739                                                                            | 7,49%                                                                          |
| 24                                                                             | 21,52%                                                                         |                                                                                | Казанцева Елизавета Олеговна                                                   | Яблоко                                                                         | 513                                                                            | 5,20%                                                                          |
| 24                                                                             | 21,52%                                                                         |                                                                                | Черешков Алексей Владиславович                                                 | Новые Люди                                                                     | 451                                                                            | 4,57%                                                                          |
| 24                                                                             | 21,52%                                                                         |                                                                                | Парфентьев Сергей Владимирович                                                 | Самовыдвижение                                                                 | 430                                                                            | 4,38%                                                                          |
| 24                                                                             | 21,52%                                                                         | Недействительные голоса                                                        | Недействительные голоса                                                        | Недействительные голоса                                                        | 265                                                                            | 2,66%                                                                          |
|                                                                                |                                                                                |                                                                                |                                                                                |                                                                                |                                                                                |                                                                                |
| 25                                                                             | 16,36%                                                                         |                                                                                | Павленко Сергей Александрович                                                  | Единая Россия                                                                  | 3271                                                                           | 42,51%                                                                         |
| 25                                                                             | 16,36%                                                                         |                                                                                | Чирышев Максим Викторович                                                      | СР — ЗП                                                                        | 1743                                                                           | 22,65%                                                                         |
| 25                                                                             | 16,36%                                                                         |                                                                                | Иванов Игорь Викторович                                                        | Новые Люди                                                                     | 981                                                                            | 12,75%                                                                         |
| 25                                                                             | 16,36%                                                                         |                                                                                | Курочкин Денис Алексеевич                                                      | КПРФ                                                                           | 865                                                                            | 11,26%                                                                         |
| 25                                                                             | 16,36%                                                                         |                                                                                | Коломытцев Евгений Константинович                                              | ЛДПР                                                                           | 569                                                                            | 7,39%                                                                          |
| 25                                                                             | 16,36%                                                                         | Недействительные голоса                                                        | Недействительные голоса                                                        | Недействительные голоса                                                        | 265                                                                            | 3,44%                                                                          |